# Ceramica di Centuripe

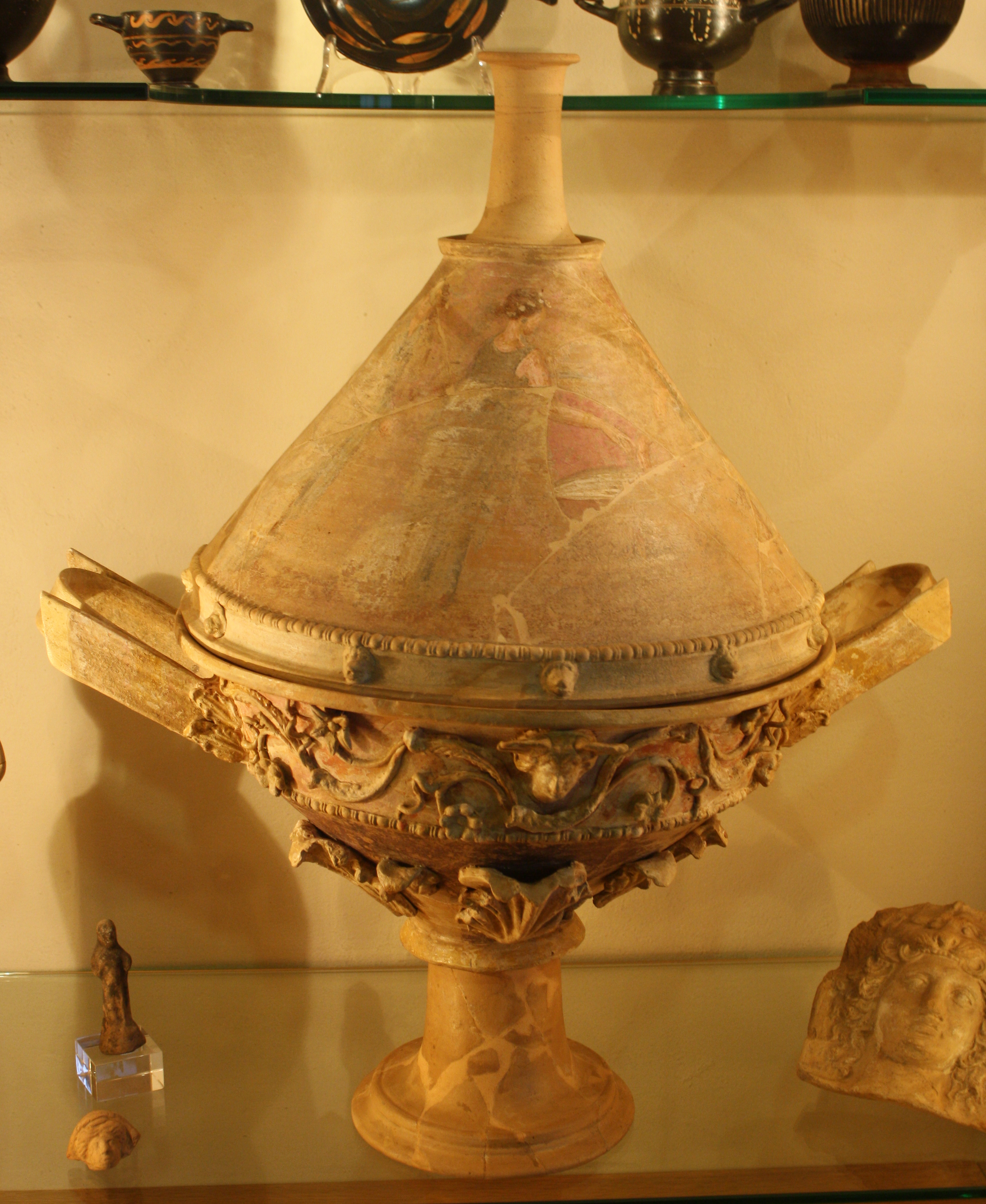
Lekanis di Centuripe esposto nel Museo civico Guido Sutermeister di Legnano

La ceramica di Centuripe, o ceramica policroma della Sicilia orientale, o il vaso della classe Centuripe, è una classe di manufatti in ceramica decorati, dopo la cottura, mediante pittura policroma; la produzione si colloca tra il secondo quarto del III e il II secolo a.C. 

## Storia
Le prime menzioni delle rovine importanti del territorio di Centuripe si possono ascrivere alla metà del XVI secolo ad opera di Tommaso Fazello. Nel 1778 giunse a Centuripe  Jean Houel che disegnò, oltre a numerosi ritratti delle rovine anche la prima carta archeologica del sito. Notizia delle importanti vestigia del passato si ebbero a cura dell'erudito locale Filippo Ansaldi. Bisogna giungere tuttavia al XIX secolo perché Désiré-Raoul Rochette e Reinhard Kekule von Stradoniz menzionino nelle loro opere i vasi policromi e le terrecotte ellenistiche centuripine facendoli conoscere a livello internazionale. Sino al XX secolo tuttavia nessuna campagna ufficiale di scavi, ma nel contempo un continuo saccheggio di tombe e siti come denunciò amaramente Paolo Orsi tra 1901 e 1902 nel corso di una limitata campagna di ricerca. Ulteriori lavori di scavo organizzati avvennero tra 1906 e 1912 nella necropoli di contrada Casino.

## Descrizione

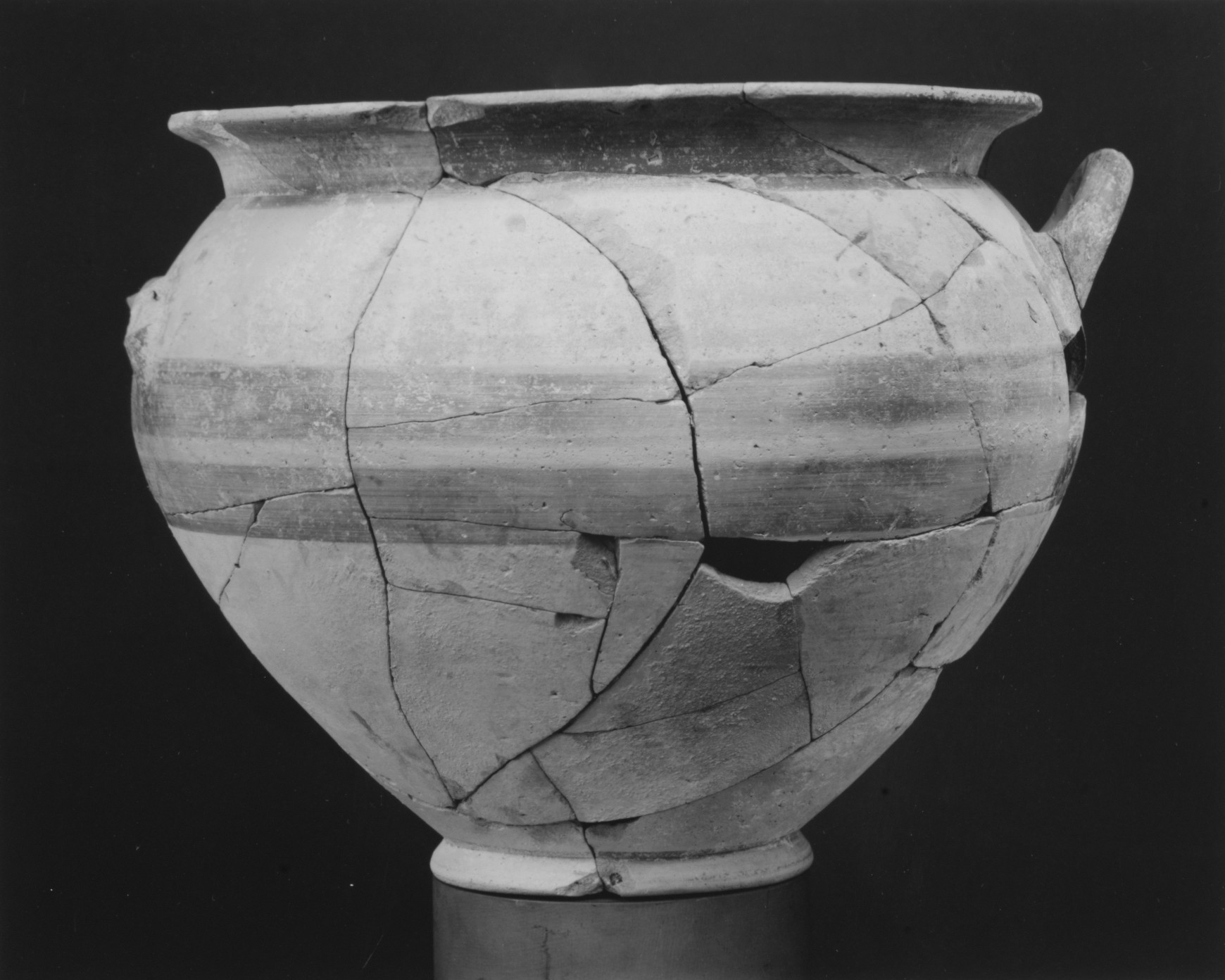
Stamnos centuripino del VI secolo a.C. esposto al Metropolitan Museum of Art di New York

Il genere di vasellame detto "di Centuripe" prende nome dalla località principale di ritrovamento e produzione di Centuripe. 
La definizione, ceramica centuripina, usata nella letteratura archeologica definisce in maniera specifica un manufatto artistico artigianale la cui datazione è attribuita al III-II secolo a.C.; i manufatti son caratterizzati da una decorazione policroma a cui si aggiunge, spesso, l'applicazione di decorazioni plastiche, a rilievo. I soggetti e le iconografie privilegiano l'universo femminile e dionisiaco, denotando la produzione come di carattere funerario e nuziale. Alcune tipologie decorative hanno a che fare con la commedia.
È poco frequente che siano dipinti altri tipi di vasi oltre a pissidi, lebeti nuziali e lekanides. I colori maggiormente riscontrati sono il bianco, il rosa, il nero, il giallo, il rosso e l'oro; meno frequentemente si riscontrano il blu o il verde. I motivi decorativi accessori prevalenti sono l'acanto, il viticcio, le teste e i busti.

Anche la ritrattistica (clipeo, imago clipeata) assunse livelli di pregio stilistico e realizzativo; scrive il Pace: 
(Biagio Pace)

### Le statuette fittili

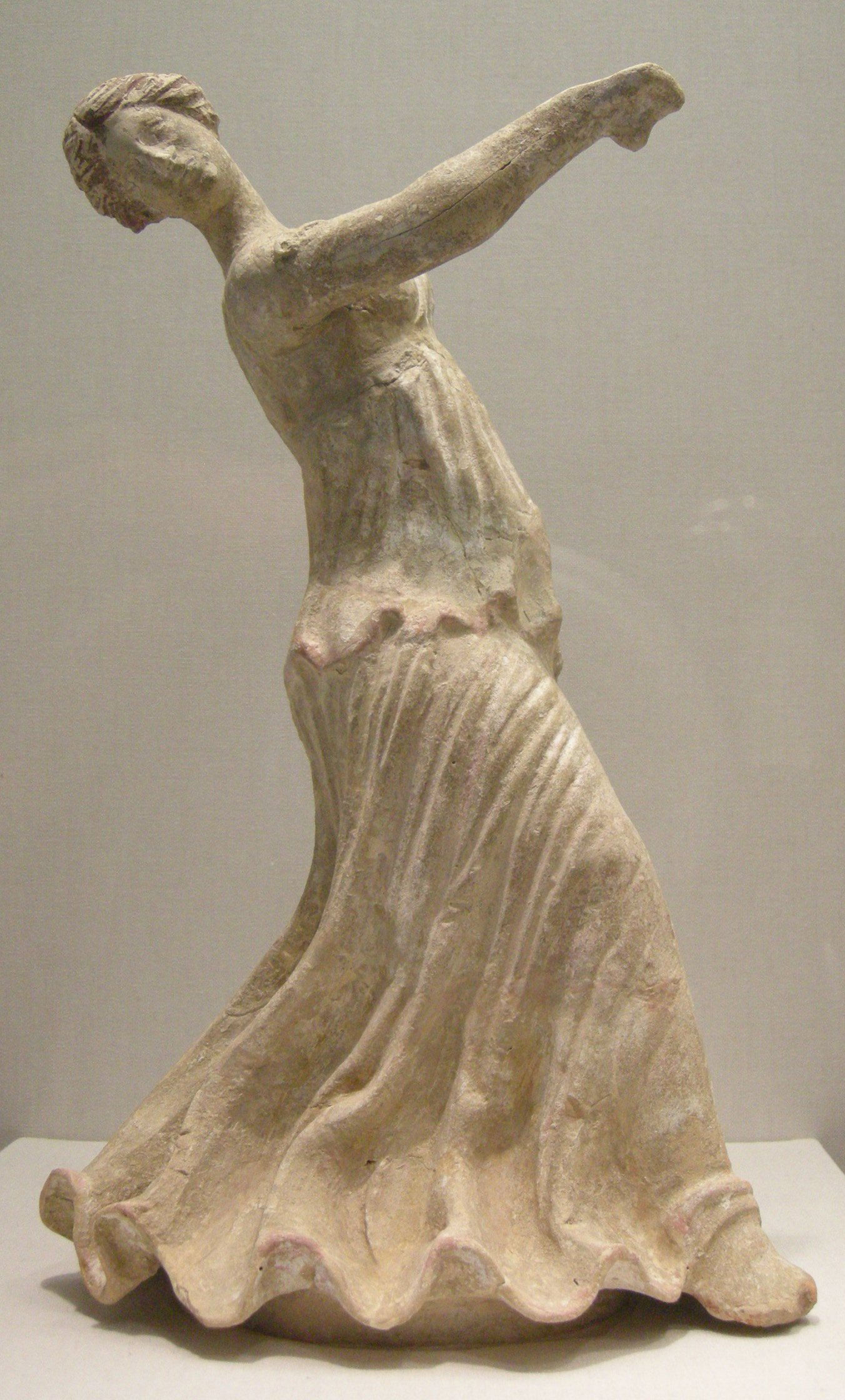
Statuetta di danzatrice al British Museum, acquisita nel 1863

A partire dal III secolo a.C. la coroplastica espresse una ricchissima produzione di statuette fittili tipicamente definite tanagrine, perché simili a quelle già note rinvenute nella necropoli di Tanagra, in Beozia, e di una qualità artistica tale da meritare alla città l'epiteto di Tanagra di Sicilia. Si tratta di arte a chiara destinazione funeraria che raggiunge elevati livelli di esecuzione con leggiadre figurine di fanciulle o donne danzanti, di divinità (predomina Afrodite), di genere idilliaco, caricature e figure comiche pervase dal gusto locale e ancora Eroti volanti, Psychài e fauni danzanti, vecchi e personaggi esotici o caricature femminili dai volti animaleschi. Le tematiche mostrano un'inesauribile fantasia creativa anche se vengono prodotte in serie. Completano il tutto statuine di animali molto realistiche.

### I vasi centuripini

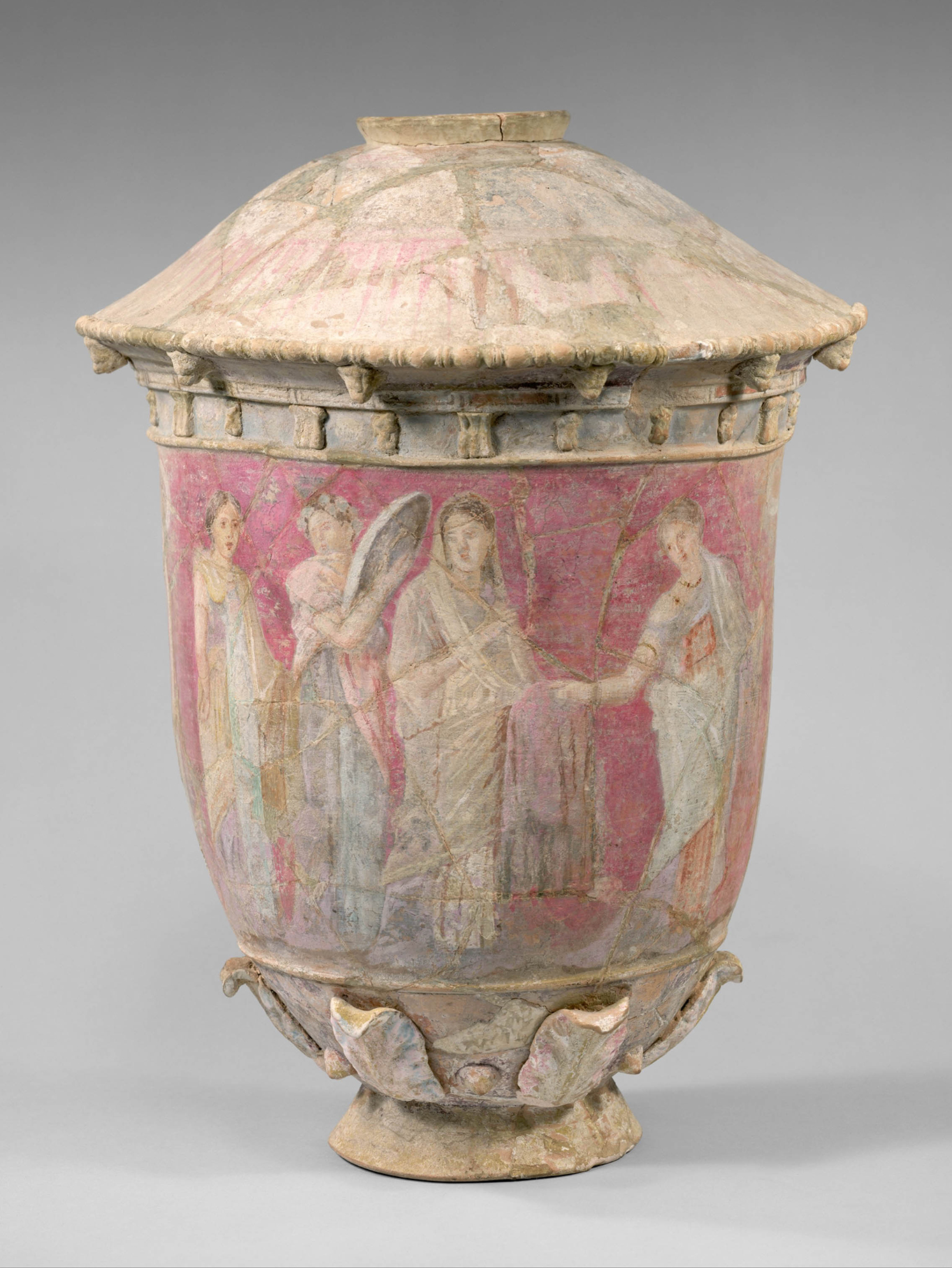
Vaso da tomba di Centuripe, del III-II secolo, alto 39,4 cm. Decorazione policroma dopo cottura. Esposto al Metropolitan Museum of Art di New York

La produzione ceramica di Centuripe risalta e si esprime principalmente nelle forme vascolari delle pissidi, dei lebeti e delle lekanides. La produzione centuripina sembrerebbe aver influenzato quella di altri centri siciliani; i motivi richiamano il repertorio greco e magnogreco di età ellenistica.

La caratteristica decorazione è policroma con rilievo floreale e architettonico. I bordi sono spesso sottolineati da kymatia, triglifi, file di maschere leonine o eroti. Piuttosto chiara è la derivazione, per gli elementi plastici, da prototipi metallici e dalla contemporanea oreficeria; la pittura, invece, è legata agli affreschi coevi. La decorazione pittorica è realizzata a tempera (dopo la cottura del vaso: questa caratteristica tecnica implica una particolare fragilità della pittura, aggiungendo quindi un'ulteriore ragione per ritenere questa produzione pressoché esclusivamente di natura funeraria). Le scene spesso richiamano il culto dionisiaco oppure soggetti femminili, tra cui, per esempio, scene di toeletta,  preparazione allo sposalizio, grandi teste o busti umani il cui viso è colorato di una tinta rossastra con ombreggiature. Il Libertini cataloga ben 39 modelli differenti.

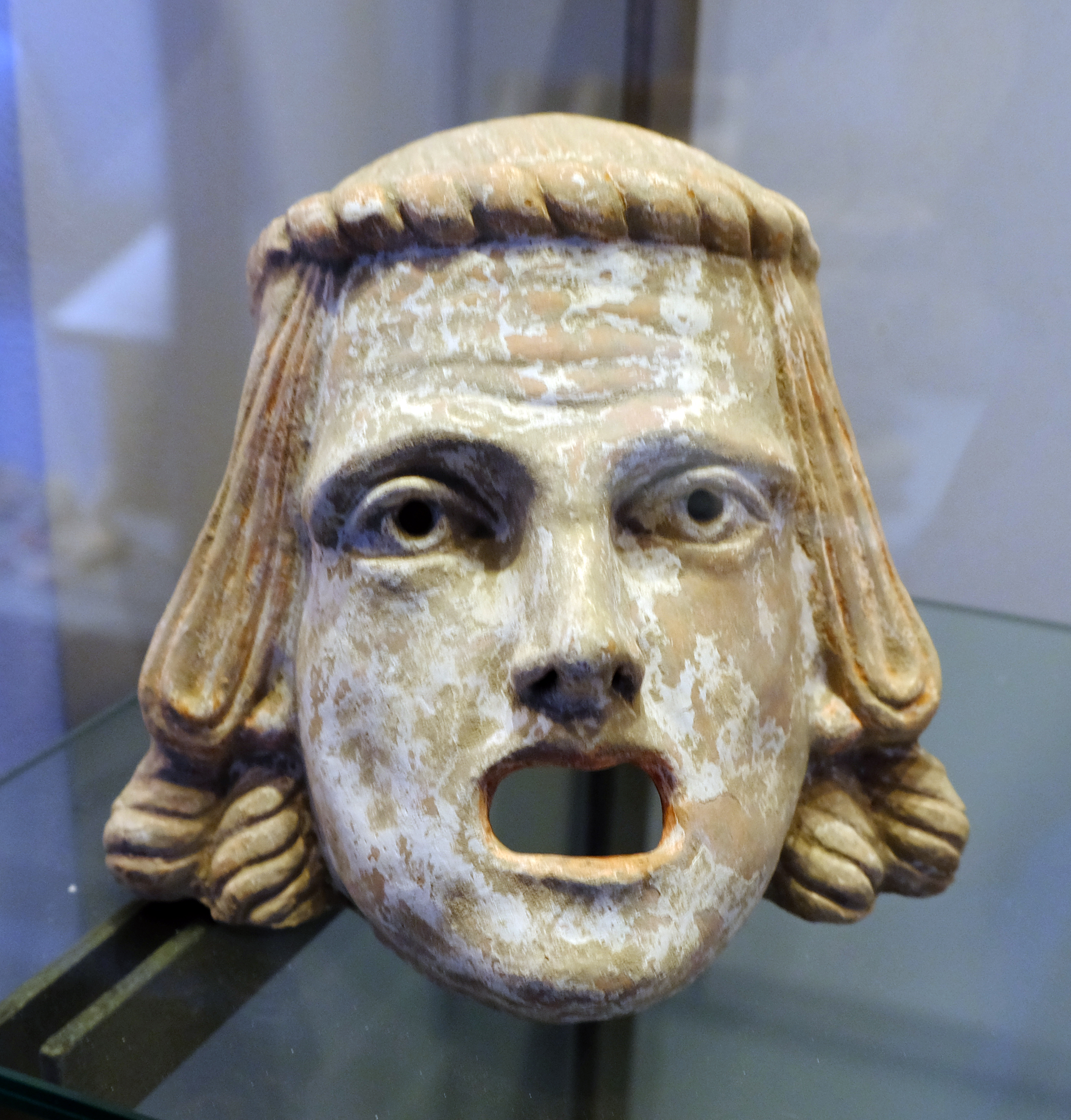
Maschera di Centuripe

### Le maschere teatrali
La produzione di Centuripe conta anche maschere teatrali in gran numero, seconda solo a Lipari. Ma mentre la produzione di Lipari termina con la distruzione della città nel 252-251 a.C. da parte dei romani, nello stesso periodo inizia a Centuripe. Le maschere comiche in particolare appartengono alla commedia nuova, a noi nota attraverso le commedie di Menandro.
Le maschere centuripine sono di dimensioni maggiori rispetto a quelle di Lipari o di Siracusa. 

## Diffusione e dispersione dei reperti
L'area archeologica centuripina e quelle circostanti, come quelle di Morgantina, Agira, Adrano, Paternò sono state oggetto di un vero e proprio saccheggio negli ultimi secoli e solo negli ultimi decenni si è operato in maniera sistematica e scientifica; ciò è stato causa di danni incalcolabili ai fini della catalogazione scientifica non permettendo di risalire ai contesti e ai siti di ritrovamento, alle posizioni, ai corredi funerari o nuziali di cui facevano parte.
I primi scavi sistematici furono tentati da Paolo Orsi agli inizi del Novecento ma vani furono i tentativi di dare organicità alle operazioni di ritrovamento. Lo stesso Orsi in molti casi dovette competere con gli scavatori abusivi acquistando da loro ciò che poteva di pregevole. Già nel 1901 l'Orsi deplorava il depredamento incontrollato del suolo centuripino definito da lui "archeologicamente ricchissimo". da cui:
(Paolo Orsi, 15 agosto 1901)
.
Gli scavi e il traffico, spesso illegale, hanno fatto sì che i reperti si disperdessero per tutto il mondo, tra musei e collezioni private.

### Ceramiche di Centuripe nel mondo
Sono presenti reperti di Centuripe in:
Italia.
- Palermo, Museo Antonio Salinas: Vasi, tripode
- Trapani, Museo Pepoli: statuine fittili
- Legnano, Museo civico Guido Sutermeister: Lekanis
- Siracusa, Museo Paolo Orsi: Vario materiale
- Roma, Museo Etrusco di Villa Giulia
- Centuripe, Museo archeologico regionale di Centuripe
- Catania, Museo civico al Castello Ursino: tre crateri[11], oggetti vari.

Stati Uniti d'America.
- New York, Metropolitan Museum of Art: quattro pregevoli esemplari di ceramica centuripina sono esposti dal 1929[12].
- Bloomington, Indiana, Indiana University Art Museum: clipeo di 29,5 cm di diametro denominata "Centuripe Placque" raffigurante un busto di giovane donna dipinto nei colori, definiti tipici della ceramica centuripina, in varie tonalità con sfondo rossastro, tendente al rosa più cupo[13].
- Colorado, Erie, Artemis Gallery: statuina di Cadmo che uccide il serpente
- Texas, Austin, Blanton museum of art: lebes gamikos policromo, altezza cm 81,5.
- Carolina del Nord, Raleigh, North Caroline Museum: lebes funerario, altezza 90,2 cm[14], statuina di Venere e Nettuno, decor. policrome
- Michigan, Lansing, Kresge Art Museum: cratere, decorazioni policrome.
- Ohio, Toledo, Toledo Museum of art: cratere, altezza 63,5 cm[15]
- New Jersey, Princeton, University art museum: vaso, dec. policrome.
- Texas, San Antonio, Museum of art: lekanise, cratere.
- Wisconsin, Madison, Chazen Museum: vaso policromo
- Massachusetts, Boston, Fine arts museum: vasi e statuette.
- California, Los Angeles, Getty Villa collection, busto di donna[16].

Gran Bretagna.
- Londra: Una collezione di circa 90 reperti ceramici, askos, lekanis, crateri, statuette, placche, maschere teatrali e oggetti vari è esposta al British Museum[17].
- Glasgow, Collezione Burrel: due teste, di Demetra e di Kore.

Paesi Bassi.
- Amsterdam, Allard Pierson Museum: pixis[18]e terrecotte varie.
- Leida, Rjiksmuseum: vasellame policromo

Francia
- Parigi, Louvre: vasi, crateri, statuine

Germania
- Karlsruhe, Karlsruherer Museum: askos con scritta siculo, figurine, placche e statuine
- Düsseldorf, Hetjens-Museum: lekanis
- Kassel, Staatliche Kunstsammlung Kassel Antikenabteilung Schloss Wilhelmshöhe: gruppo di vasi e terrecotte[19]

Giappone.
- Okayama, Kurashiki Ninagawa Museum: figurina femminile danzante.

## Galleria d’immagini

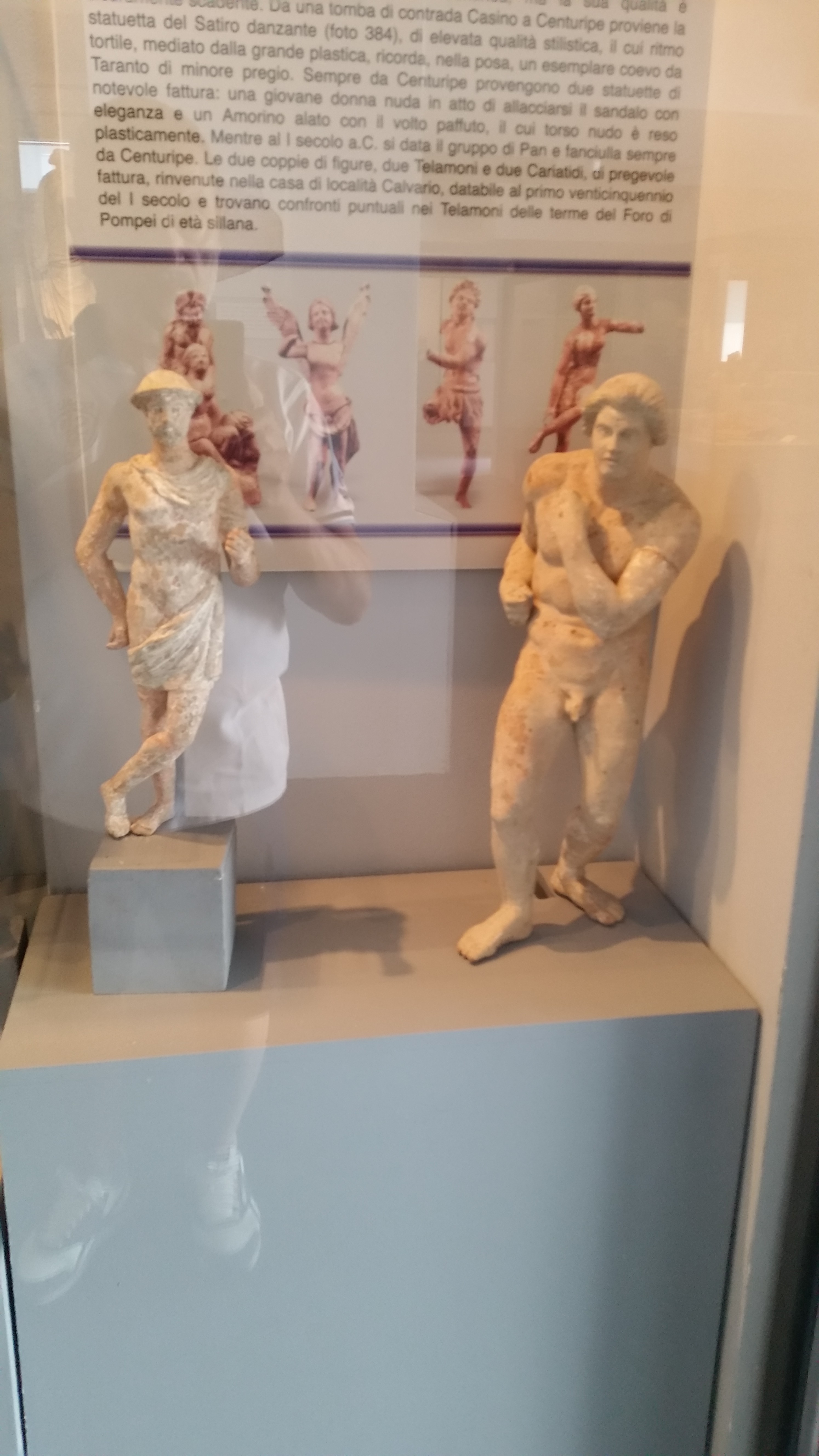
Satiro danzante (a destra) da tomba in contrada Casino a Centuripe
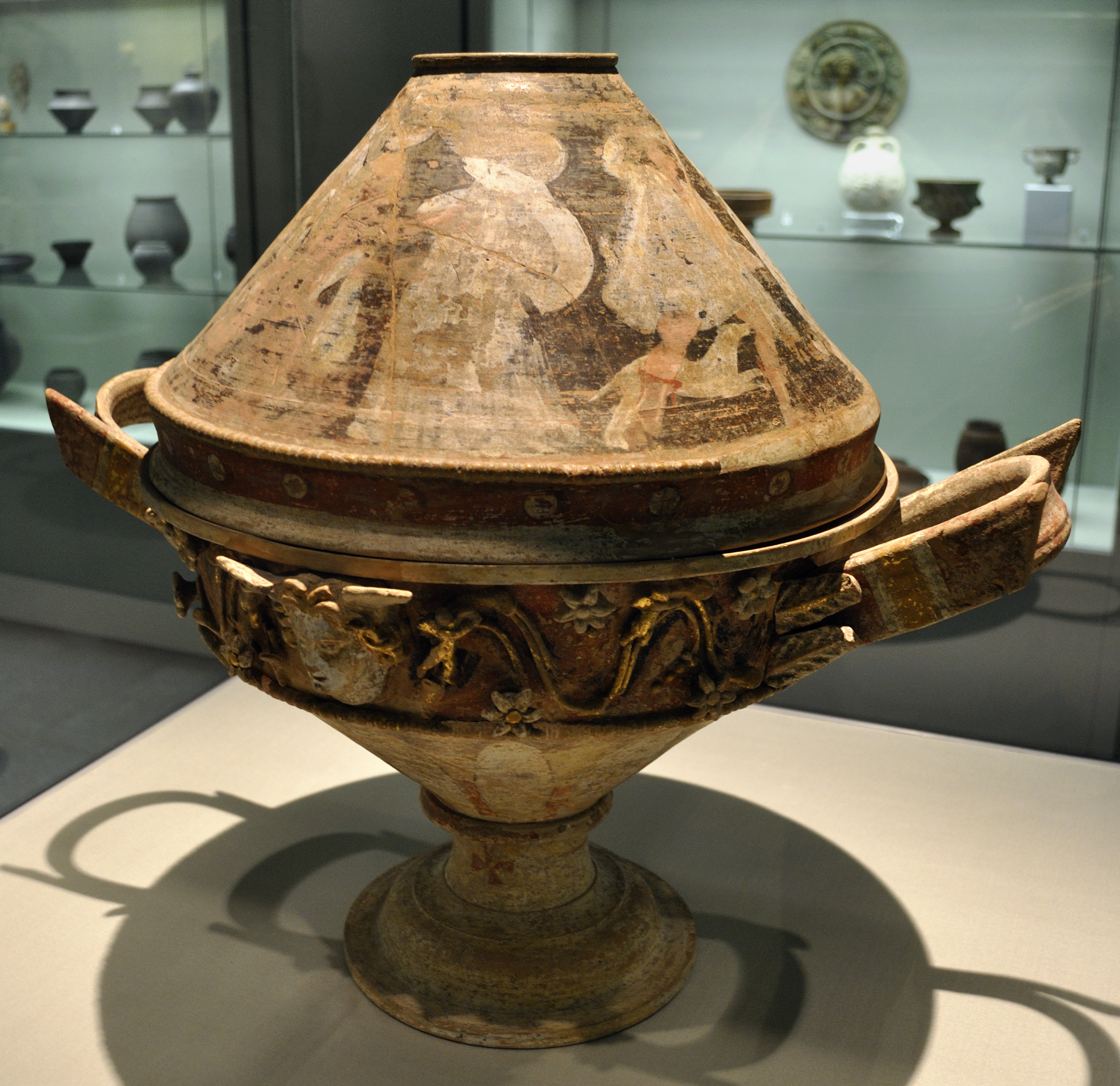
Lekanis centuripina al Museo di Düsseldorf
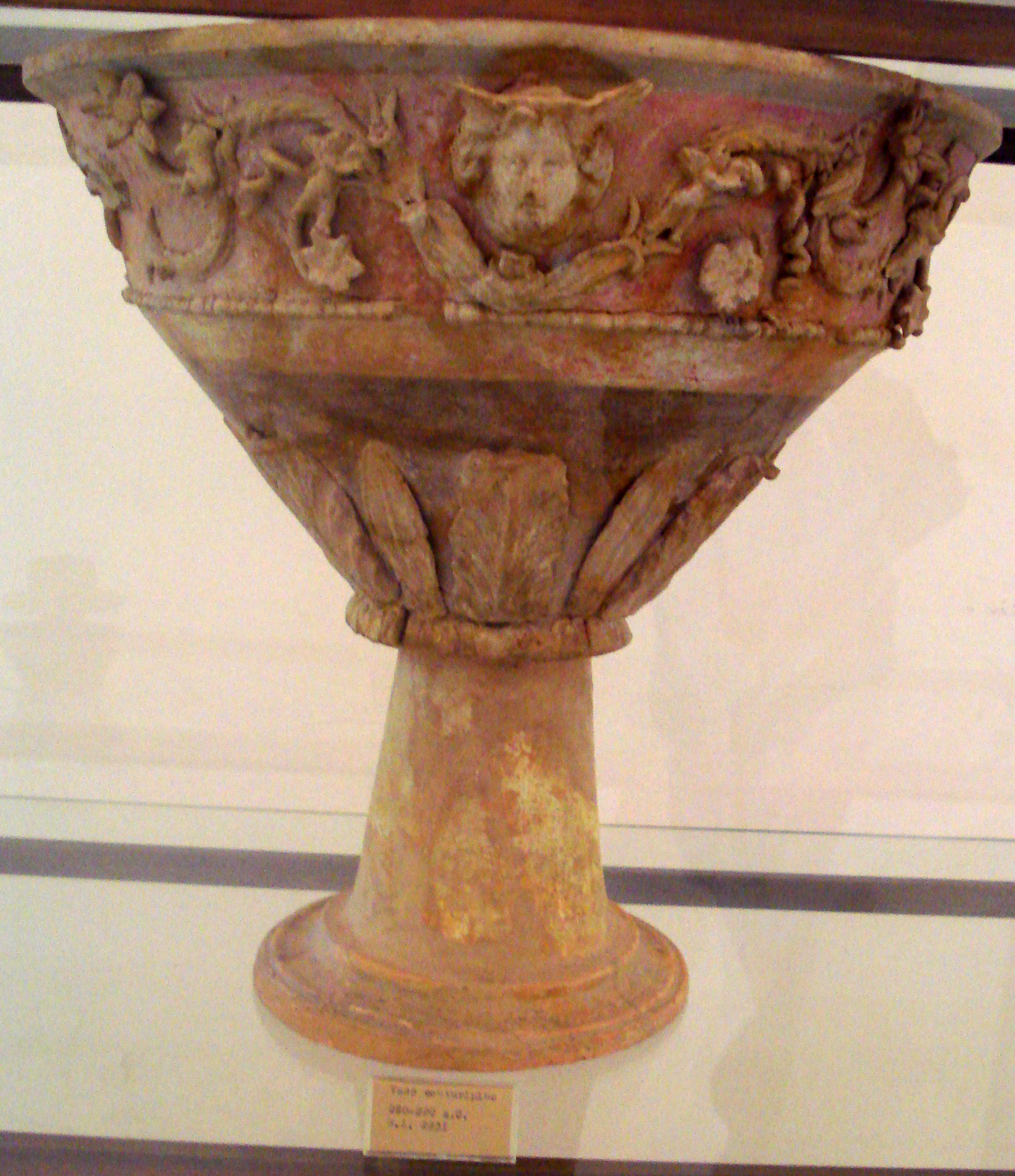
Vaso centuripino (280-220 a.C.) al Museo archeologico regionale di Palermo
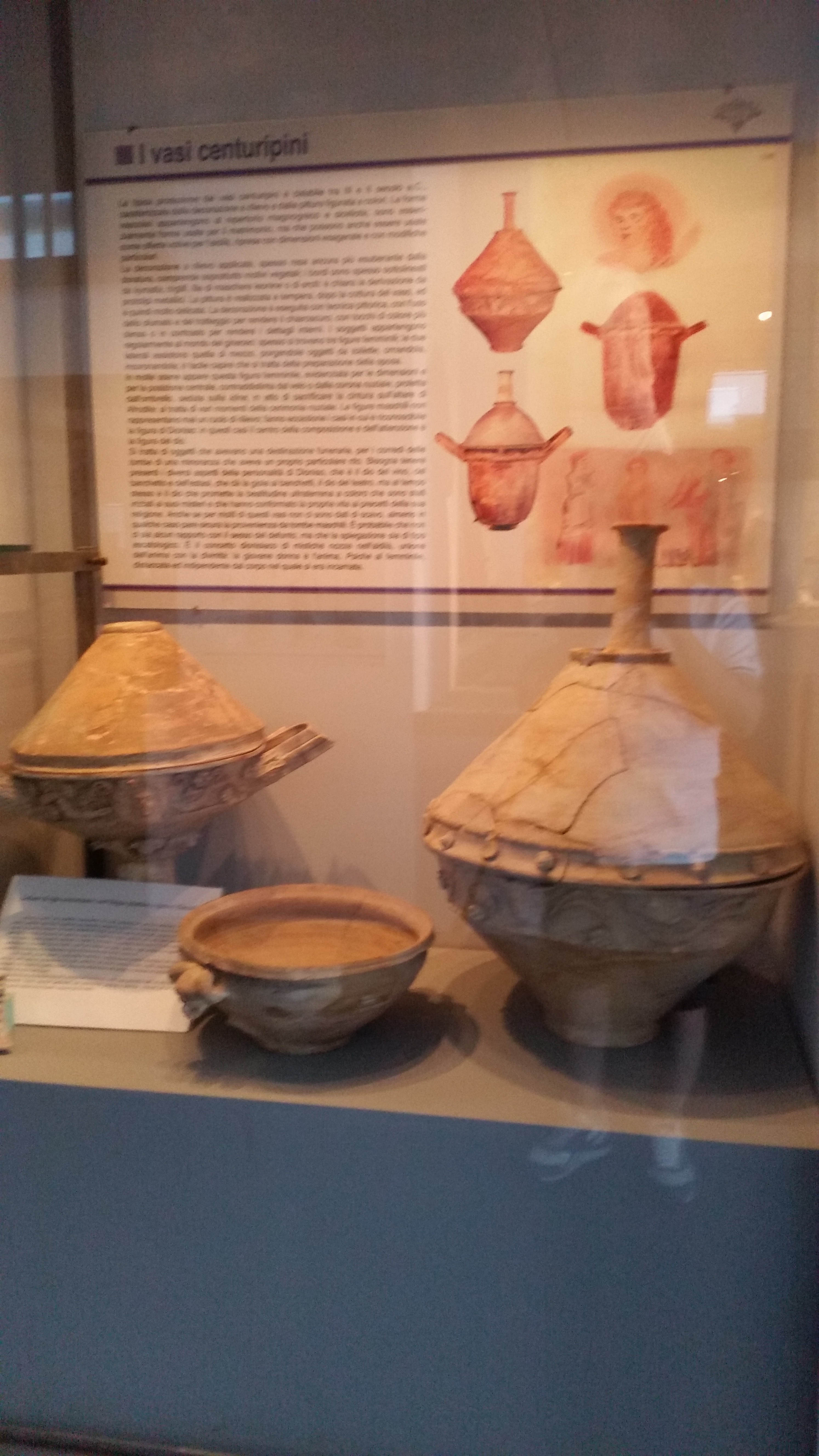
Vasi di Centuripe in esposizione al Museo archeologico regionale di Centuripe
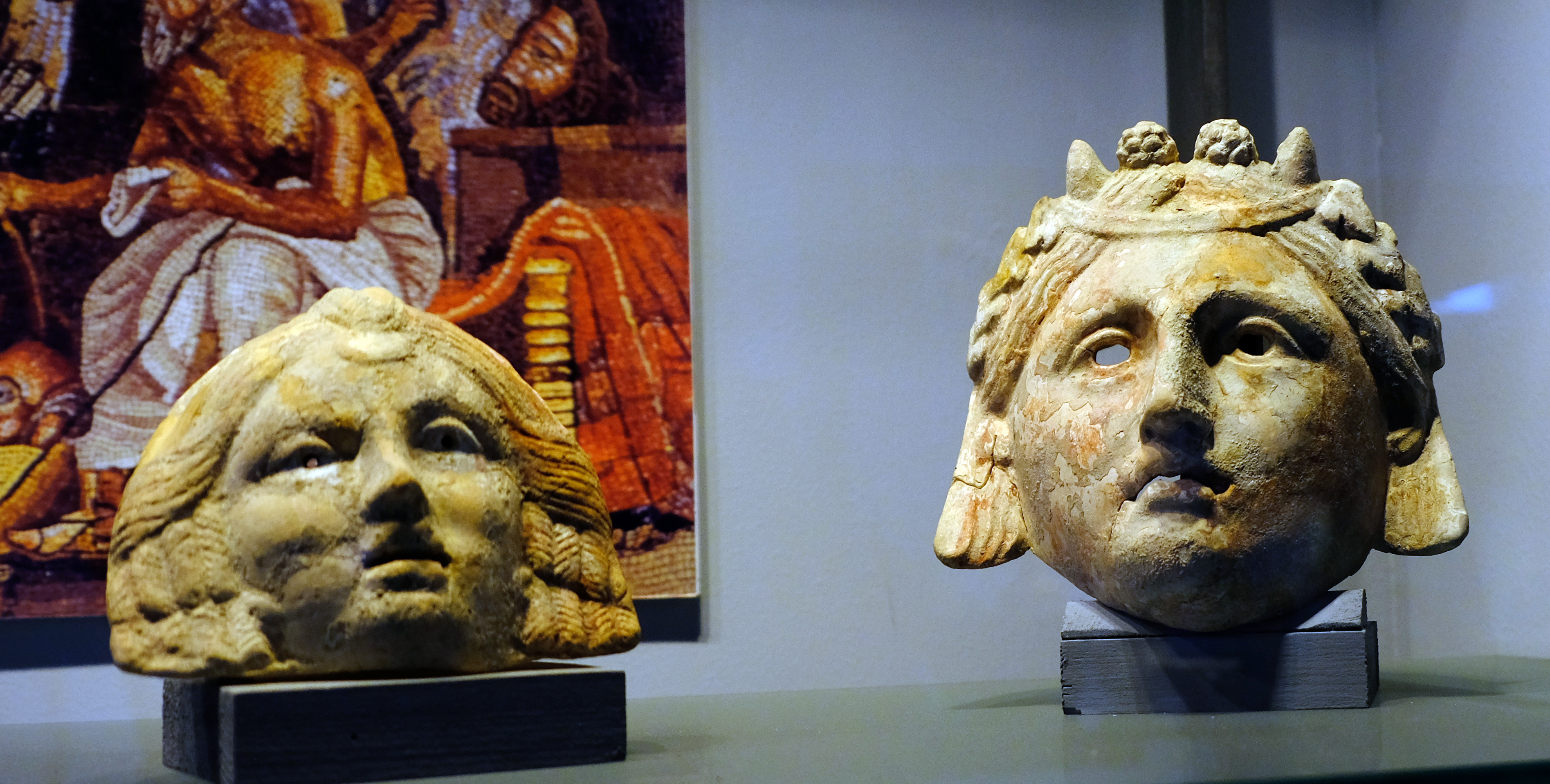
Maschere centuripine